# Joeli Veitayaki
Pas d'image ? Cliquez ici

a Compétitions nationales et continentales officielles uniquement.

b Matchs officiels uniquement.
Dernière mise à jour le 29 août 2018.
 Joeli Veitayaki  est né le 12 janvier 1967 à Matuku (Fidji). C’est un joueur de rugby à XV, qui a joué avec l'équipe des Fidji, évoluant au poste de pilier (1,85 m pour 129 kg).

## Carrière

### En club
- Finaliste du Super 12 en  1998 avec les Blues.

### En équipe nationale
Il a eu sa première cape internationale le 4 juin 1994, à l’occasion d’un match contre les Māori de Nouvelle-Zélande.
Il a disputé les coupes du monde 1999 (4 matchs) et 2003 (4 matchs).
Il a été trois fois capitaine de l'équipe des Fidji.

## Palmarès
- 49 sélections avec l’équipe des Fidji
- Sélections par année : 4 en 1994, 5 en 1995, 6 en 1996, 1 en 1997, 5 en 1998, 13 en 1999, 6 en 2000, 1 en 2001, 8 en 2003